# Aplocera latefasciata
Aplocera latefasciata là một loài bướm đêm trong họ Geometridae.